# Skate America 1992
Navigation
Édition précédente Édition suivante
Le Skate America est une compétition internationale de patinage artistique qui se déroule aux États-Unis au cours de l'automne. Il accueille des patineurs amateurs de niveau senior dans quatre catégories: simple messieurs, simple dames, couple artistique et danse sur glace.
Le onzième Skate America est organisé du 19 au 25 octobre 1992 à Atlanta en Géorgie.

## Résultats

### Messieurs
| Rang | Nom                    | Pays           | Points | Prog. court | Prog. libre |
| ---- | ---------------------- | -------------- | ------ | ----------- | ----------- |
| 1    | Todd Eldredge          | États-Unis     | 2.5    | 1           | 2           |
| 2    | Scott Davis            | États-Unis     | 4.0    | 2           | 3           |
| 3    | Mark Mitchell          | États-Unis     | 4.5    | 7           | 1           |
| 4    | Vyacheslav Zahorodnyuk | Ukraine        | 5.5    | 3           | 4           |
| 5    | Philippe Candeloro     | France         | 7.5    | 5           | 5           |
| 6    | Cornel Gheorghe        | Roumanie       | 10.0   | 8           | 6           |
| 7    | David Liu              | Taipei chinois | 10.0   | 4           | 8           |
| 8    | Steven Cousins         | Royaume-Uni    | 12.0   | 10          | 7           |
| 9    | Ronny Winkler          | Allemagne      | 12.0   | 6           | 9           |
| 10   | Patrick Brault         | Canada         | 14.5   | 9           | 10          |

### Dames
| Rang | Nom                | Pays        | Points | Prog. court | Prog. libre |
| ---- | ------------------ | ----------- | ------ | ----------- | ----------- |
| 1    | Yuka Sato          | Japon       | 2.5    | 1           | 2           |
| 2    | Nancy Kerrigan     | États-Unis  | 3.0    | 4           | 1           |
| 3    | Chen Lu            | Chine       | 4.0    | 2           | 3           |
| 4    | Lisa Sargeant      | Canada      | 8.0    | 8           | 4           |
| 5    | Charlene Von Saher | Royaume-Uni | 9.0    | 6           | 6           |
| 6    | Nicole Bobek       | États-Unis  | 9.5    | 5           | 7           |
| 7    | Laëtitia Hubert    | France      | 10.0   | 10          | 5           |
| 8    | Lisa Ervin         | États-Unis  | 10.5   | 3           | 9           |
| 9    | Zuzanna Szwed      | Pologne     | 12.5   | 9           | 8           |
| 10   | Krisztina Czakó    | Hongrie     | 13.5   | 7           | 10          |

### Couples
| Rang | Nom                              | Pays            | Points | Prog. court | Prog. libre |
| ---- | -------------------------------- | --------------- | ------ | ----------- | ----------- |
| 1    | Marina Eltsova / Andrei Bushkov  | Russie          | 2.0    | 2           | 1           |
| 2    | Radka Kovaříková / René Novotný  | Tchécoslovaquie | 2.5    | 1           | 2           |
| 3    | Evgenia Shishkova / Vadim Naumov | Russie          | 4.5    | 3           | 3           |
| 4    | Calla Urbanski / Rocky Marval    | États-Unis      | 6.0    | 4           | 4           |
| 5    | Tristen Vega / Richard Alexander | États-Unis      | 8.0    | 6           | 5           |
| 6    | Karen Courtland / Todd Reynolds  | États-Unis      | 9.5    | 5           | 7           |
| 7    | Jamie Salé / Jason Turner        | Canada          | 10.0   | 8           | 6           |
| 8    | Katie Wood / Joel McKeever       | États-Unis      | 11.5   | 7           | 8           |
| 9    | Laura Murphy / Brian Wells       | États-Unis      | 13.5   | 9           | 9           |
| 10   | Elaine Asanakis / Mark Naylor    | Grèce           | 15.0   | 10          | 10          |

### Danse sur glace
| Rang    | Nom                                       | Pays            | Points | Danse imposée 1 | Danse imposée 2 | Danse originale | Danse libre |
| ------- | ----------------------------------------- | --------------- | ------ | --------------- | --------------- | --------------- | ----------- |
| 1       | Maïa Oussova / Alexandre Jouline          | Russie          | 2.0    | 1               | 1               | 1               | 1           |
| 2       | Sophie Moniotte / Pascal Lavanchy         | France          | 4.0    | 2               | 2               | 2               | 2           |
| 3       | Elizabeth Punsalan / Jerod Swallow        | États-Unis      | 6.0    | 3               | 3               | 3               | 3           |
| 4       | Jennifer Goolsbee / Hendryk Schamberger   | Allemagne       | 8.0    | 4               | 4               | 4               | 4           |
| 5       | Yaroslava Nechaeva / Yuri Chesnichenko    | Russie          | 10.0   | 5               | 5               | 5               | 5           |
| 6       | Elizaveta Stekolnikova / Dmitri Kazarlyga | Kazakhstan      | 12.0   | 6               | 6               | 6               | 6           |
| 7       | Radmila Chrobokova / Milan Brzy           | Tchécoslovaquie | 14.2   | 7               | 8               | 7               | 7           |
| 8       | Margarita Drobiazko / Povilas Vanagas     | Lituanie        | 16.6   | 9               | 7               | 9               | 8           |
| 9       | Mimi Wacholder & Collin Sullivan          | États-Unis      | 19.0   | 10              | 10              | 10              | 9           |
| Abandon | Jennifer Boyce / Michel Brunet            | Canada          |        | 8               | 9               | 8               |             |

## Source
- Patinage Magazine N°35 (Décembre 1992-Janvier/Février 1993)
- MONIOTTE Sophie, Les Patins de la Colère, éd. Anne Carrière, Paris, 1999  (ISBN 2-84337-107-4)  p.115
- (en) « Ice ABROAD, SUDAFED SKATE AMERICA INTERNATIONAL '92 ATLANTA, GEORGIA OCTOBER 20-25, 1992 », sur usfsa.xmlmanager.qg.com